# Nevis (Alberta)
Pour les articles homonymes, voir Nevis (homonymie).
Nevis est un hameau (hamlet) du Comté de Stettler No 6, situé dans la province canadienne d'Alberta.

## Démographie
En tant que localité désignée dans le recensement de 2011, Nevis a une population de 25 habitants dans 14 de ses 16 logements, soit une variation de -28,6 % par rapport à la population de 2006. Avec une superficie de 0,670 3 km2, le hameau possède une densité de population de 37,296 7 hab/km2 en 2011.
Concernant le recensement de 2006, Nevis abritait 35 habitants dans 16 de ses 16 logements. Avec une superficie de 0,670 3 km2, le hameau possédait une densité de population de 52,2 hab/km2 en 2006.